# Besat
 Ikke at forveksle med Besat (2005).
Besat er en dansk film fra 1999, skrevet og instrueret af Anders Rønnow Klarlund.

## Medvirkende
- Ole Lemmeke
- Ole Ernst
- Niels Anders Thorn
- Jesper Langberg
- Bjarne Henriksen
- Nikolaj Lie Kaas
- Claus Flygare
- Claus Strandberg
- Iben Hjejle
- Michelle Bjørn Andersen
- Kim Jansson
- Søren Elung Jensen
- Gerda Gilboe
- Udo Kier